# Barcsay-Amant Zoltán
Barcsay-Amant Zoltán (1902 – Bécs, 1988) muzeológus, múzeumigazgató Egerben.

## Élete
A Ludovika Akadémián érettségizett, majd 1924-ben huszárhadnaggyá léptették elő. 1934-ben védte meg doktori disszertációját Budapesten, A francia forradalmi háborúk hadifoglyai Magyarországon... Cím. 1945 Eger.In múzeumigazgató volt, a Hadtörténeti Levéltár bécsi osztályának munkatársaként a budapesti Hadtörténeti Múzeum munkatársaként csatlakozott. A háború után bécsi lakásában élt, és nem tért haza, bár az úgynevezett katonai ellenőrző bizottság igazolta. Ausztriában megkapta a "Dr. Prof." címet. 1988-ban halt meg Bécsben.

## Művei
- Barcsay-Amant Zoltán - Erdélyi Gyula: A magyar lovassport története. I-III. Budapest, 1932
- Ismeretlen okmányok a Rákóczi-felkelés idejéből, 1933
- A francia forradalmi háborúk hadifoglyai Magyarországon, idetelepülésük első esztendejében, 1793 (A m. kir. Hadimúzeum kiadványai. III.) Budapest, 1934
- A Komini éremlelet a Kr. u. III. századból – The Hoard of Komin . Ser. II. 5. Budapest, 1937
- Eger vár és város régi ábrázolásai (1567–1900). I-II. Eger, 1938
- Der ungarische Genealoge Zoltán von Daróczy. Der Adler, Bécs, 1975
- Adeliges Jahrbuch, neue deutschsprachige Folge. Szerk. Dr. Zoltán v. BARCSAY AMANT, I-XIV, Luzern, 1953–1976 (az 1965-, illetve 1969-ben megjelent kötetek a megtévesztő 1944–1952, illetve 1936–1943 évszámot viselik/ az 1972-ben, illetve 1976-ban megjelent kötetek évszámozása ugyanakkor 1972–1975 és 1976–1978)

A két világháború között Daróczy Zoltán által szerkesztett Nemesi évkönyv sorozatnak 1953–1978 között Barcsay-Amant Zoltán szerkesztésében létezett egy német nyelven Luzernben kiadott változata, az Adeliges Jahrbuch.
A kötetek címe azért tűnik megtévesztőnek, mert a gyűjtések évszámai szerint a folyamatosságot kívánták biztosítani. 1985-re a sorozat utolérte önmagát.